# Belgická fotbalová reprezentace
Belgická fotbalová reprezentace je fotbalový výběr, který reprezentuje Belgii na mezinárodní scéně. Největším úspěchem belgické reprezentace je 3. místo na MS 2018 v Rusku a 2. místo na EURU 1980 v Itálii. Od roku 2002 nestartovala Belgie na vrcholném turnaji, dokud jí nevyrostla silná generace hráčů, která se suverénně kvalifikovala na MS 2014 v Brazílii.

## Mistrovství světa
Seznam zápasů belgické fotbalové reprezentace na MS
| Rok    | Výsledek                                         | Soupiska |
| ------ | ------------------------------------------------ | -------- |
| 1930   | Nepostoupili ze skupiny                          | Soupiska |
| 1934   | Nepostoupili ze skupiny                          | Soupiska |
| 1938   | Nepostoupili ze skupiny                          | Soupiska |
| 1950   | Vzdali                                           | -        |
| 1954   | Nepostoupili ze skupiny                          | Soupiska |
| 1958   | Nepostoupili z kvalifikace                       | -        |
| 1962   | Nepostoupili z kvalifikace                       | -        |
| 1966   | Nepostoupili z kvalifikace                       | –        |
| 1970   | Nepostoupili ze skupiny                          | Soupiska |
| 1974   | Nepostoupili z kvalifikace                       | –        |
| 1978   | Nepostoupili z kvalifikace                       | –        |
| 1982   | Nepostoupili ze čtvrtfinálové skupiny            | Soupiska |
| 1986   | Prohra v zápase o bronz s Francii                | Soupiska |
| 1990   | Vyřazeni v osmifinále Anglií                     | Soupiska |
| 1994   | Vyřazeni v osmifinále Německem                   | Soupiska |
| 1998   | Nepostoupili ze skupiny                          | Soupiska |
| 2002   | Vyřazení v osmifinále Brazílií                   | Soupiska |
| 2006   | Nepostoupili z kvalifikace                       | –        |
| 2010   | Nepostoupili z kvalifikace                       | -        |
| 2014   | Vyřazeni ve čtvrtfinále Argentinou               | soupiska |
| 2018   | Bronzová medaile                                 | soupiska |
| 2022   | Nepostoupili ze skupiny                          | Soupiska |
| Celkem | účast – 14× zlato – 0×, stříbro – 0×, bronz – 1× |          |

## Mistrovství Evropy
Seznam zápasů belgické fotbalové reprezentace na Mistrovství Evropy
| Rok    | Účast                                           | Soupisky |
| ------ | ----------------------------------------------- | -------- |
| 1960   | Ne                                              | –        |
| 1964   | Nepostoupili z kvalifikace                      | –        |
| 1968   | Nepostoupili z kvalifikace                      | –        |
| 1972   | Bronzová medaile                                | Soupiska |
| 1976   | Nepostoupili z kvalifikace                      | –        |
| 1980   | Stříbrná medaile                                | Soupiska |
| 1984   | Nepostoupili ze čtvrtfinálové skupiny           | Soupiska |
| 1988   | Nepostoupili z kvalifikace                      | –        |
| 1992   | Nepostoupili z kvalifikace                      | –        |
| 1996   | Nepostoupili z kvalifikace                      | –        |
| 2000   | Nepostoupili ze skupiny                         | Soupiska |
| 2004   | Nepostoupili z kvalifikace                      | –        |
| 2008   | Nepostoupili z kvalifikace                      | –        |
| 2012   | Nepostoupili z kvalifikace                      | –        |
| 2016   | Vyřazeni ve čtvrtfinále Walesem                 | Soupiska |
| 2020   | Vyřazeni ve čtvrtfinále Itálií                  | Soupiska |
| 2024   | Vyřazeni v osmifinále Francií                   | Soupiska |
| Celkem | účast – 7× zlato – 0×, stříbro – 1×, bronz – 1× |          |